# Z milosti Boží

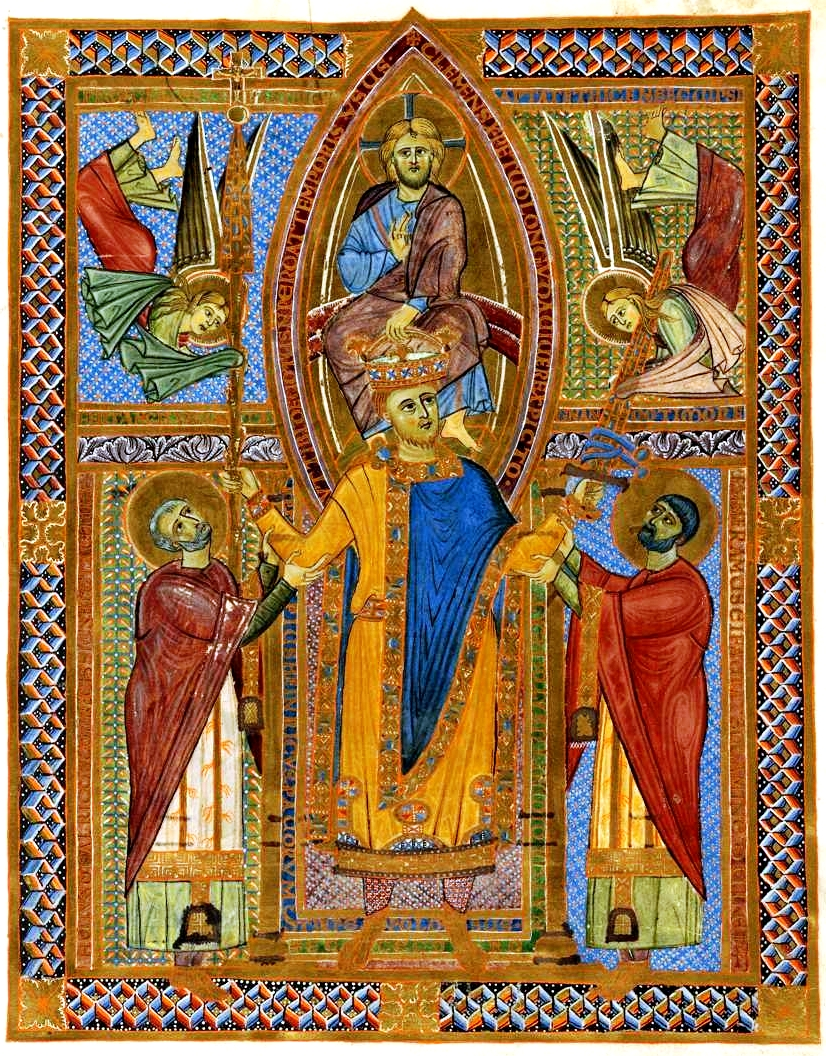
Sakramentář krále Jindřicha II. [1002-14] - München BSB Clm 4456 Seite 33c: Král Jindřich II.

Z milosti Boží je základ nároku titulů panovníků. Výraz se vyvinul z panovnického přídomku Dei Gratia (Latinsky: „[skrze] milost Boží“). Jeho původ je zřejmě u Karlovců, především pak u Pipina Mladšího, v souvislosti s jeho panováním jako francký král, a také Karla Velikého, který jeho vládu jako římskoněmecký císař ve vrcholném středověku viděl jako církevně legitimní, a který svou říši chápal jako jednotu státu, církve a víry.
Požehnání Boží milostí dává legitimizaci panovníka skrze vůli Boha („zástupce Krista na zemi“). Za absolutismu se z toho vyvozovala pozice, kdy krále nebylo možné odvolat, ani jiným způsobem zabránit výkonu jeho vlády. Takto vládli například francouzský Ludvík XIV., pruský Bedřich Vilém IV., arcivévodský dům habsburský nebo ruští carové.
Požehnání Boží milostí bylo odvozeno z Nového Zákona, konkrétně z Pavlova Listu Římanům (Řím 13, 1-7, Povinnosti vůči státu (Kral, Povinnosti vůči státu ČEP)). Předloha tvoří představu, že každá vláda ve státě je propůjčena od Boha a odpor proti panovníkovi tak představuje prohřešek proti vůli Boží.
Ještě král Ludvík II. Bavorský se v 19. století obracel k představě Požehnání Boží milostí, když na zámku Neuschwanstein nechal zřídit trůnní sál po vzoru byzantských chrámů a místo oltáře chtěl postavit trůn, který však nebyl nikdy dokončen.
V dnešní době se také na britských mincích objevuje dodatek D.G. (zkr. Dei Gratia) za jménem královny Alžběty II. Monarchové dánští, lichtenštejnští, monačtí, nizozemští a britští nesou dodnes ve svém Velkém Titulu dodatek „z milosti Boží“. Podle Čl. 56 Ústavy španělského království z roku 1978 sice španělskému panovníkovi náleží oslovení Rey de España, ovšem rovněž náleží mu také právo, aby používal všechny tradiční tituly související se španělskou královskou korunou (podrá utilizar los demás que correspondan a la Corona). Proto je také Španělský král „z milosti Boží“. Titul španělského diktátora Franca byl až do jeho smrti rovněž Vůdce Španělska z milosti Boží.
V dobách konstitučních monarchií se rozlišuje mezi (v demokratických státech převzatou) legitimizací absolutních panovníků a otázkou, kdo a jakou mocí dosadil hlavu státu. Monarcha, jenž za své postavení vděčí dědičnosti, je-li věřící, obvykle[kdy?] své dosazení chápe jako „z milosti Boží“.

## V moderních jazycích
Slovanské jazyky
- Z milosti Boží (česky)
- 'Milošću Božijom (bosensky)
- Божію Поспѣшествующею Милостію (rusky – starý zápis)
- По Божия милост (bulharsky)
- Milošću Božjom or Božjom milošću (chorvatsky)
- По милост Божја or По Божја Милост (makedonsky)
- Z Bożej łaski (polsky)
- Po milosti Božjoj (srbsky)
- Z Božej milosti (slovensky)
- Po milosti božji (slovinsky)

Germánské jazyky:
- By the Grace of God (anglicky)
- Deur die Genade van God (afrikánsky)
- Af Guds nåde (dánsky), psáno před rokem 1948: Af Guds Naade)
- Bij de Gratie Gods (vlámsky)
- Av Guðs/Guds náði (faersky)
- Von Gottes Gnaden / Gottesgnadentum (německy)
- Af Guðs náð (islandsky)
- Av Guds nåde (norsky)
- Av Guds nåde (švédsky)

Románské jazyky:
- Per la gràcia de Déu (katalánsky)
- Par la Grâce de Dieu (francouzsky)
- Per la Grazia di Dio (italsky; v Piemontu/Sardinii a Italském království nahrazeno Per Grazia di Dio e Volontà della Nazione po schválení ústavy roku 1848)
- Por graça de Deus nebo Pela graça de Deus (portugalsky)
- Por la Gracia de Dios (španělsky; ve Španělsku se od titulu upustilo roku 1978 a byl nahrazen Rey Constitucional de España, etc. – «konstituční král Španělska»)
- Prin Harul lui Dumnezeu (rumunsky) (též Din Mila lui Dumnezeu)

Pobaltské jazyky:
- No Dieva žēlastības (lotyšsky)
- Dievo malone (litevsky)

Ostatní jazyky:
- Isten kegyelméből (maďarsky)
- Ἐλέῳ Θεοῦ (Eleōι Theou) (řecky)
- By the will of our Lord je odpovídající přepis v pravoslavné církvi Gruzie
- Jumalan armosta (finsky)
- Trí Ghrásta Dé (irsky)
- Trwy Ras Duw (velšsky)
- Bil-Grazzja ta' Alla (maltsky)
- परमेश्वर कि कृपा से (hindsky)
- Parmatma Di Mehar Naal (pandžábsky)
- Devuni krupa valana (telugsky)

Obdobné mimokřesťanské výrazy:
- 「奉天承運」 (z milosti Nebe) je někdejší titul užívaný čínskými císaři
- 「天佑ヲ保有シ萬世一系ノ皇祚ヲ踐メル」 (z milosti Nebe, titul užívaný japonskými císaři, kteří jsou na trůně v jedné dynastii odnepaměti) do roku 1945
- بالله - Billah (skrze Boha), často připojovaný titul ke jménům chalífů